# Lissonota breviventris
Lissonota breviventris är en stekelart som först beskrevs av Walsh 1873.  Lissonota breviventris ingår i släktet Lissonota och familjen brokparasitsteklar. Inga underarter finns listade i Catalogue of Life.